# Yuval Abraham
Yuval Abraham (em hebraico:  יובל אברהם; nascido em 1995) é um jornalista de investigação israelense, diretor de cinema e tradutor árabe-hebraico. Ele tornou-se conhecido internacionalmente por codirigir o documentário No Other Land (2024) sobre as FDI e a violência dos colonos na Cisjordânia e fez um discurso antiocupação e antiapartheid na Berlinale de 2024.

## Primeiros anos
Estando a morar em Jerusalém, Abraham nasceu numa família de classe média israelense na cidade de Bersheba, no sul do país. Ele tem ascendência judaica árabe e judaica europeia; o seu avô judeu iemenita falava fluentemente árabe palestino . A sua avó nasceu numa campo de concentração italiano na Líbia, e o seu outro avô perdeu a maior parte da sua família no Shoa. Abraham estudou Árabe e Cinema.

## Carreira
Na Cisjordânia, aprendeu árabe e conheceu palestinos, e também ficou com famílias enquanto as suas casas eram demolidas pelas IDF.  Abraham tornou-se então  "um ativista declarado contra a opressão dos palestinos". Ele trabalhou como professor de árabe.